# Diaphorus usitatus
Diaphorus usitatus är en tvåvingeart som beskrevs av Van Duzee 1915. Diaphorus usitatus ingår i släktet Diaphorus och familjen styltflugor.
Artens utbredningsområde är Oregon. Inga underarter finns listade i Catalogue of Life.